# Бернард Зиґфрід Альбінус
Бернард Зиґфрід Альбінус (нім. Bernhard Siegfried Albinus; 24 лютого 1697, Франкфурт-на-Одері — 9 вересня 1770, Лейден) — німецький анатом і педагог; почесний член Петербурзької академії наук з 18 грудня 1753 року.

## Біографія
Народився 24 лютого 1697 року в місті Франкфурті-на-Одері (нині Німеччина) у сім'ї Бернгарда Альбінуса, професора медицини місцевого університету. У 1702 році останнього перевели на кафедру медицини Лейденського університету, де у 1709 році у дванадцятирічному віці хлопчик розпочав навчання. Його вчителями були, зокрема, Герман Бургаве та Говерт Бідлоо. Після закінчення університету в 1718 році поїхав до Парижа, де продовжив здобувати медичну освіту у Себастьяна Вайяна, Якоба Вінслова і Фредеріка Рюйша.
У 1719 році, за рекомендацією Германа Бургаве, відкликаний до Лейденського університету, щоб читати лекції з анатомії та хірургії. У 1721 році, після смерті батька, зайняв його місце професора кафедри медицини та анатомії. Помер у Лейдені 9 вересня 1770 року.

## Праці

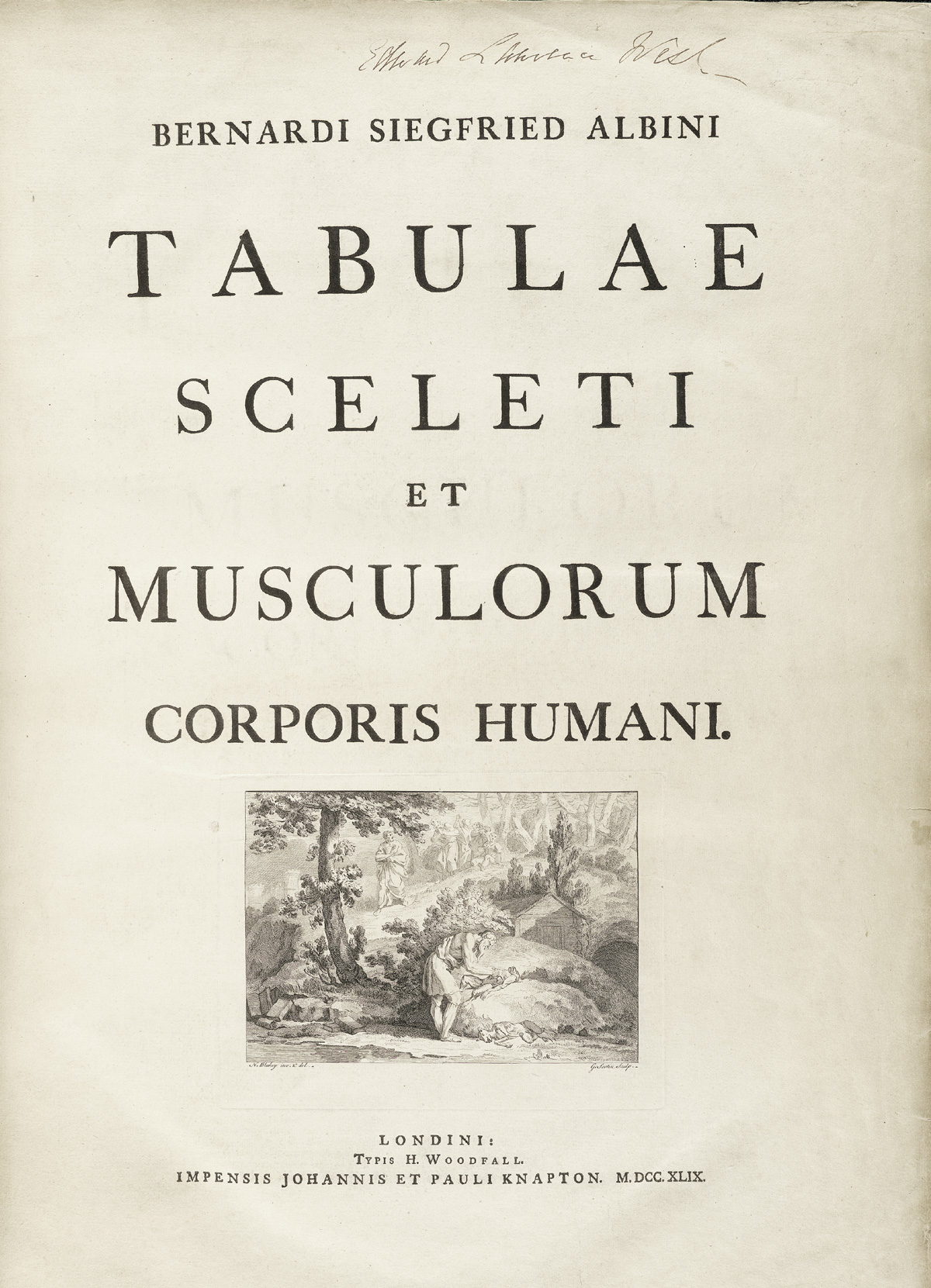
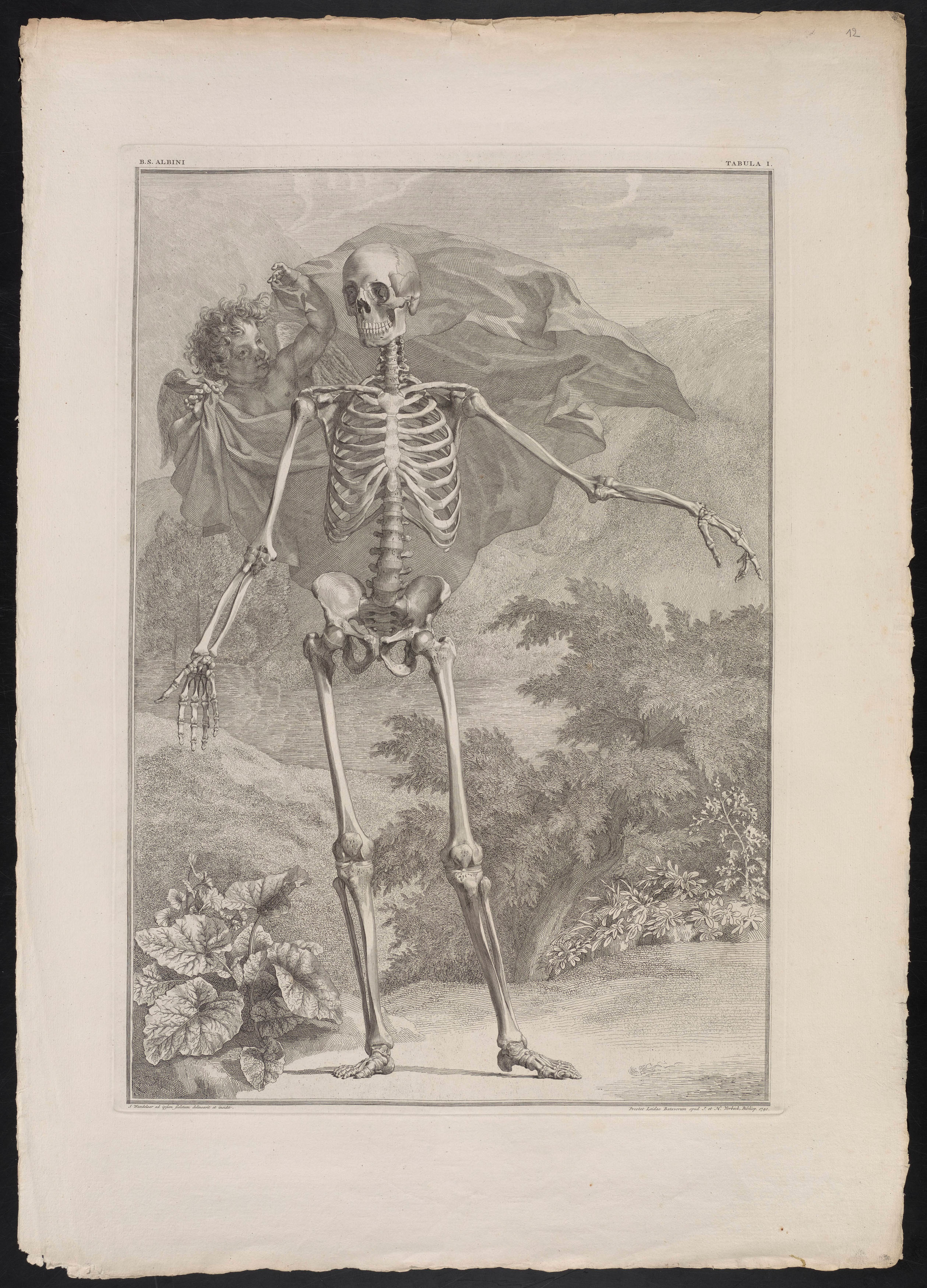
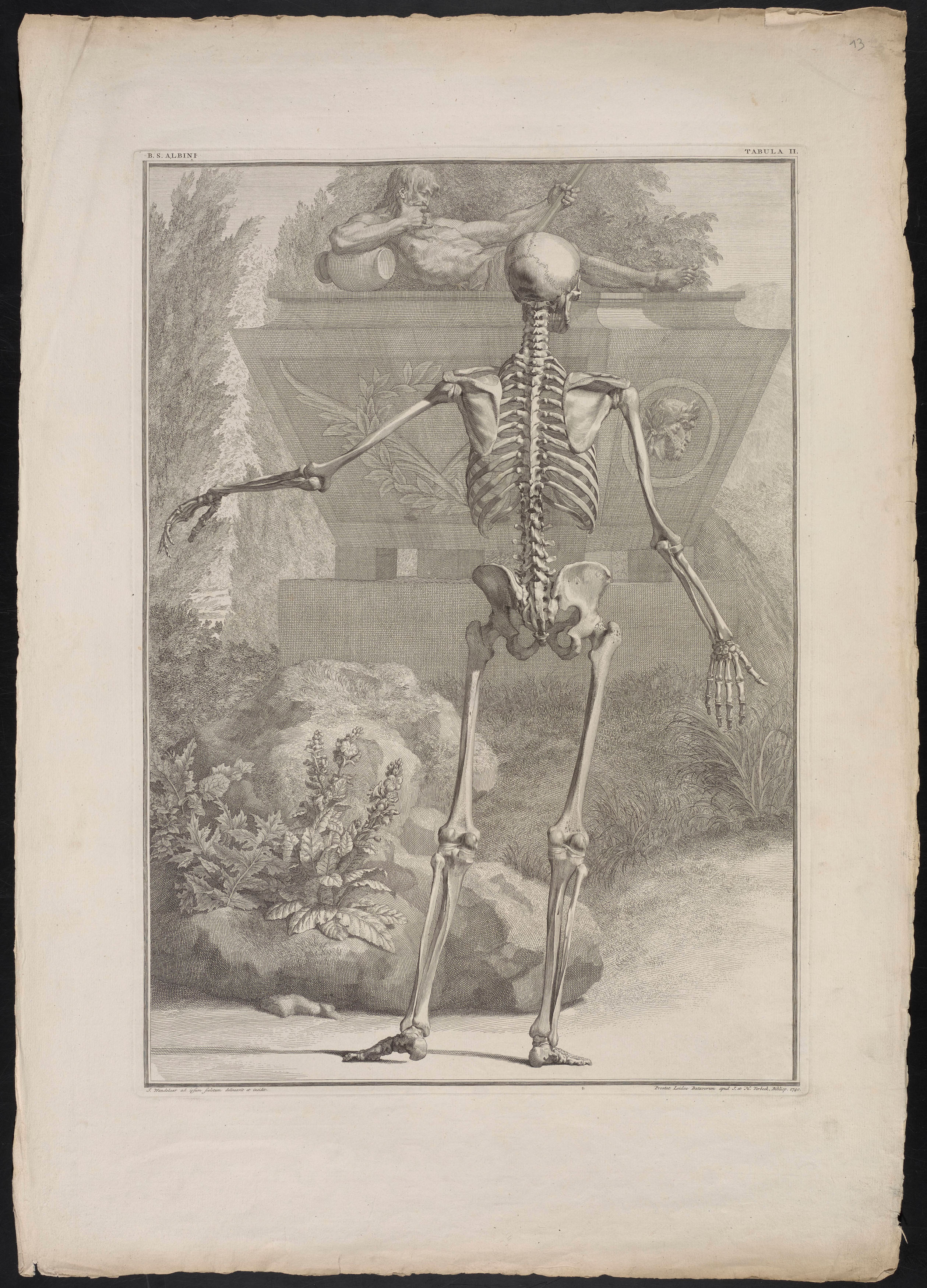
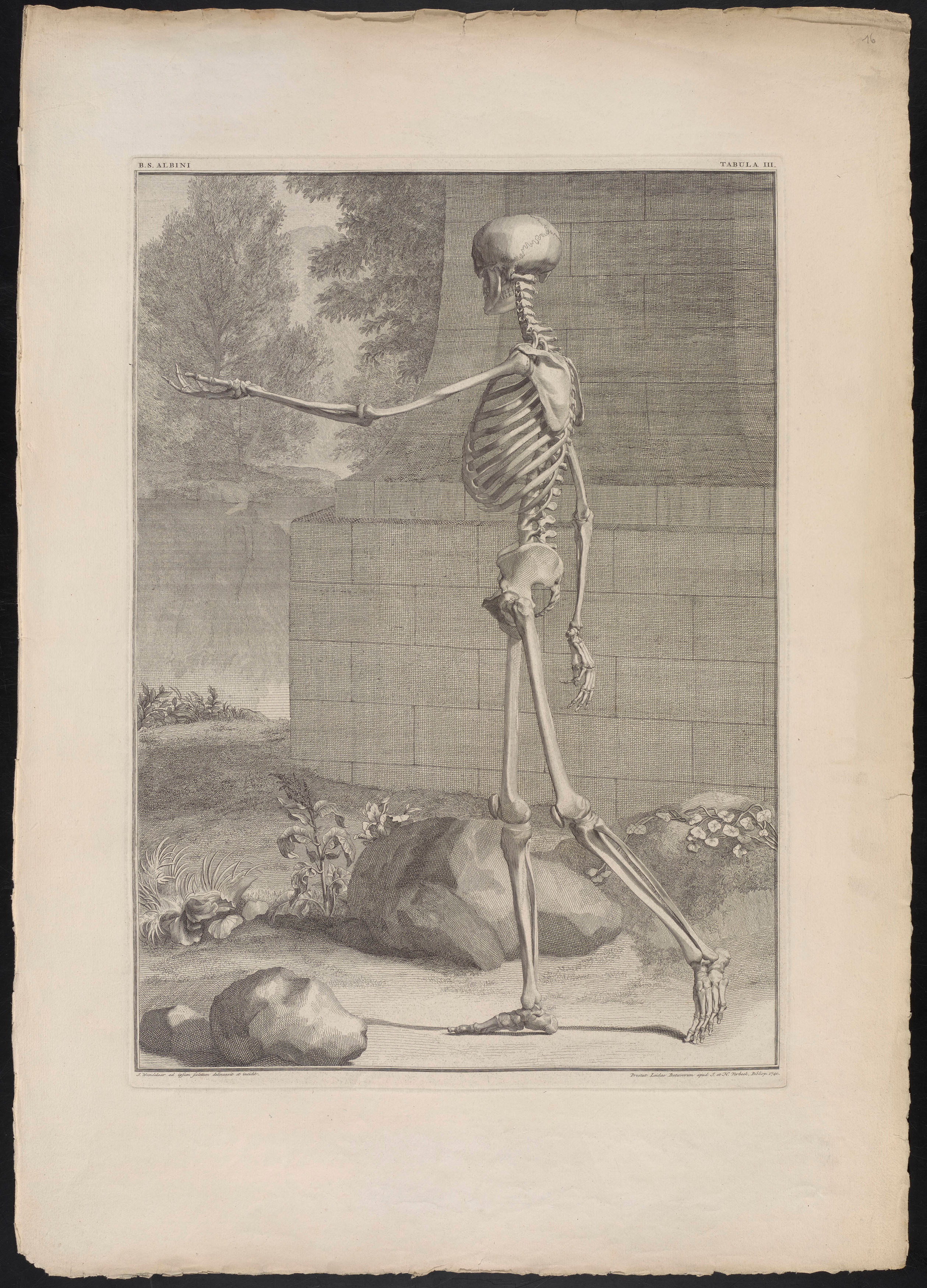
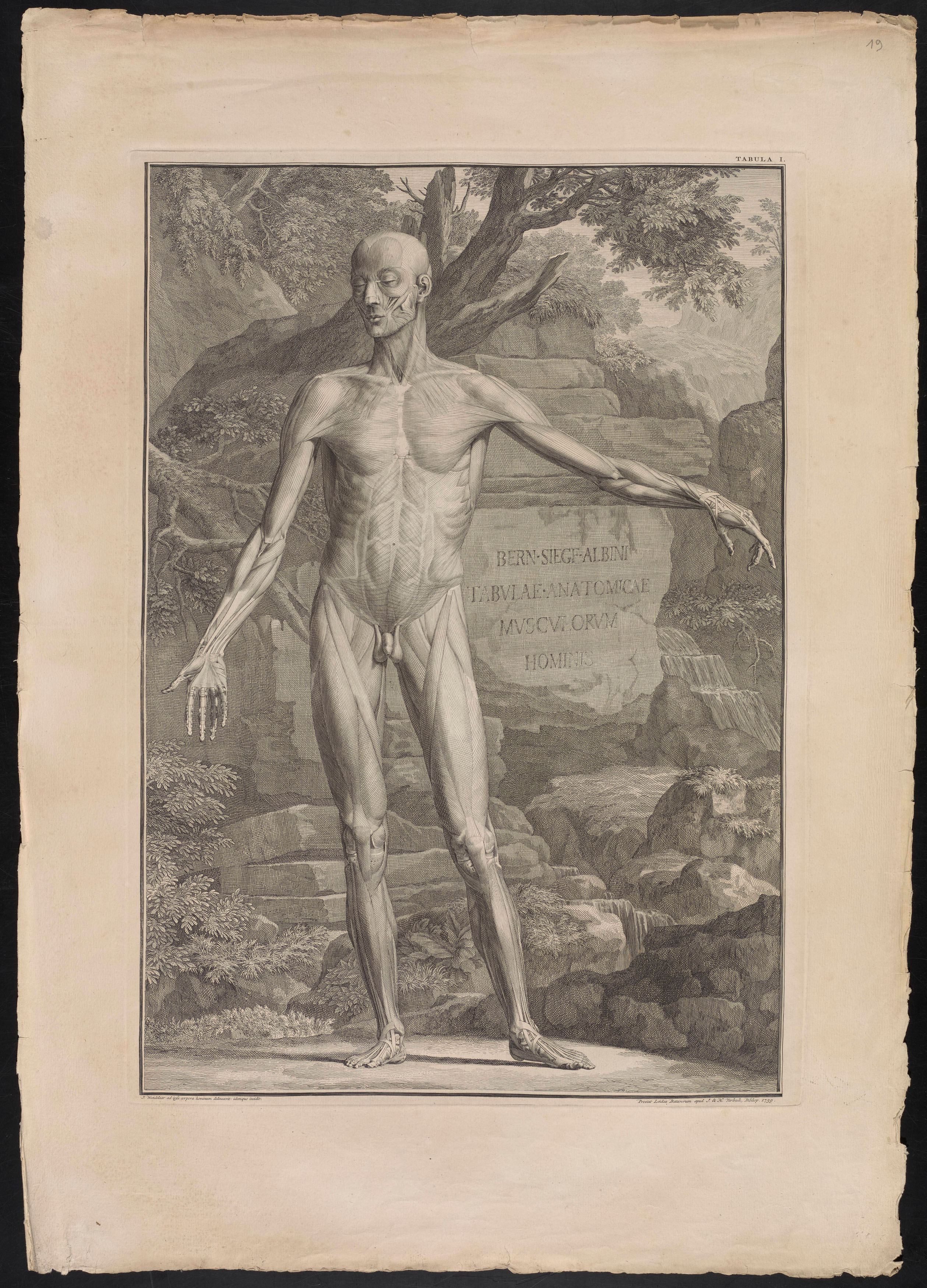
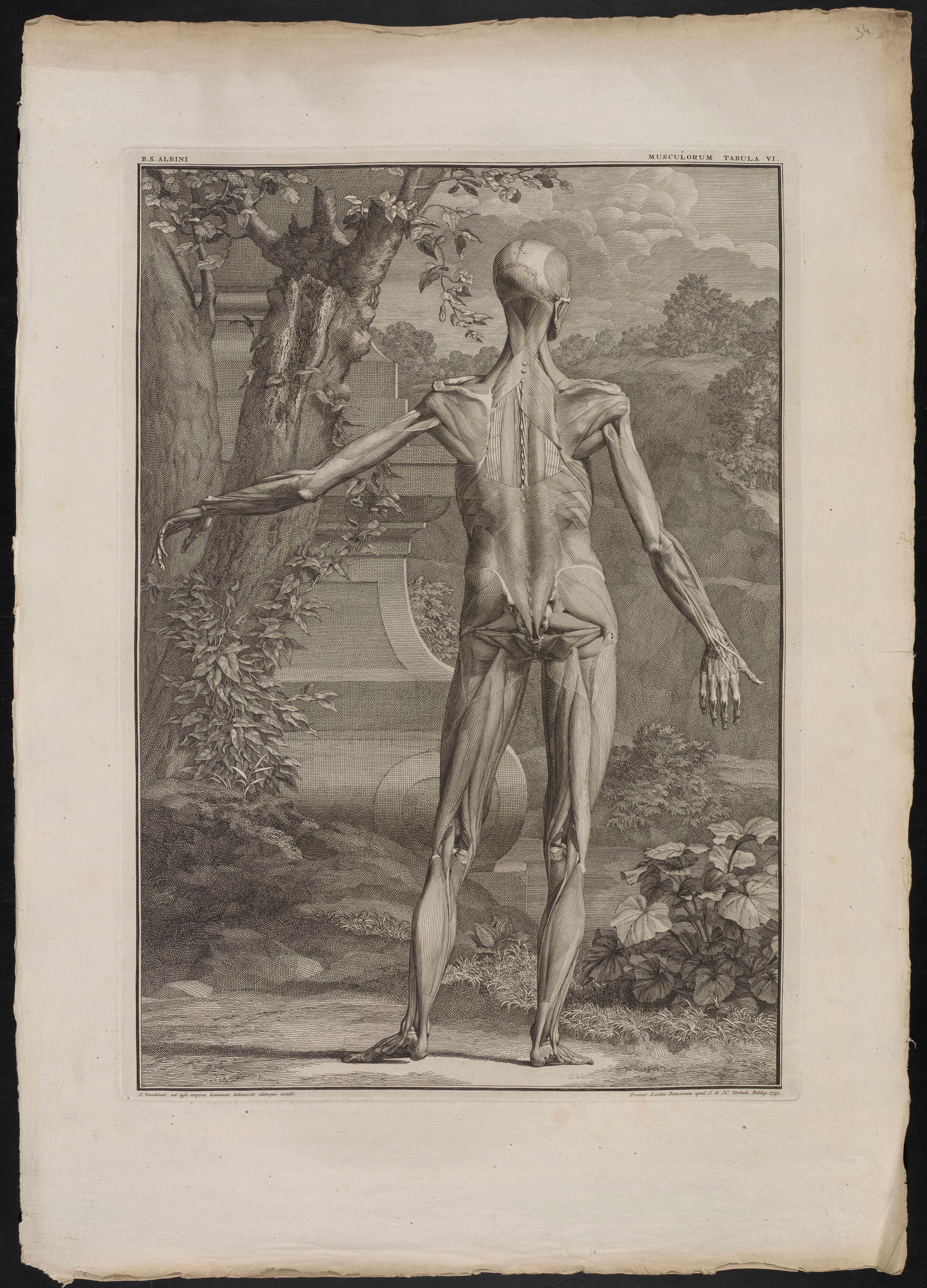
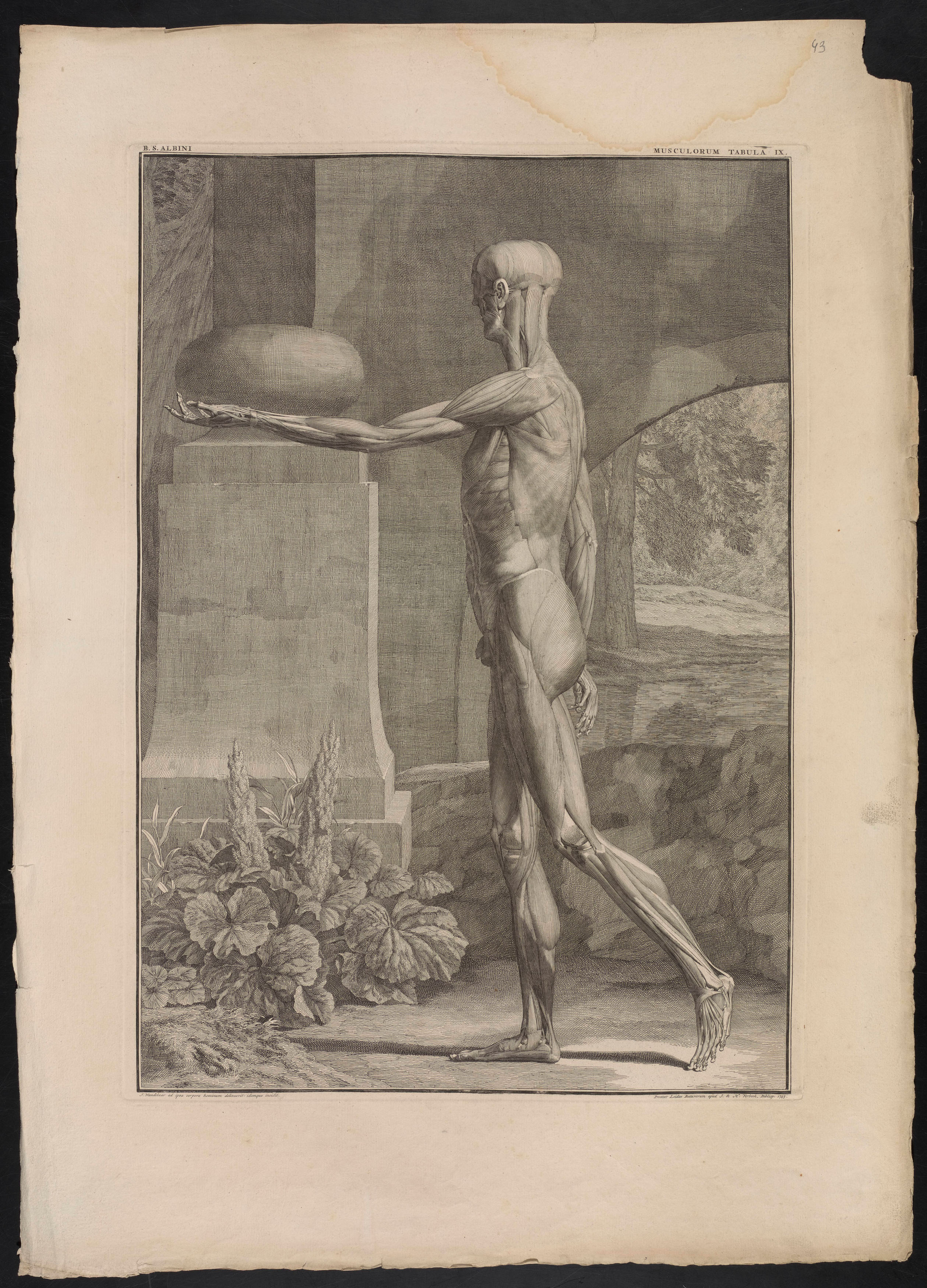

Автор праць:
- «Історія м'язів людини» (1734, латина);
- «Анатомічні анотації» (1754—1768).

Особливу популярність здобули анатомічні атласи науковця з гравюрами, виконаними художником Яном Ванделааром:
- «Таблиці скелету і м'язів людського тіла» (1747);
- «Таблиці кісток людини» (1753)[8].